# Григорянц, Генрих Петрович
Ге́нрих Петро́вич Григоря́нц (арм. Հենրիկ Գրիգորյանց, 2 января 1945, Тбилиси) — депутат парламента Армении.

## Факты биографии
- 1964—1969 — Ереванский педагогический институт иностранных языков им. В. Брюсова. Филолог. Кандидат философских наук, профессор.
- 1969—1972 — преподавал в том же институте.
- 1972—1991 — работал в Ереванской государственной консерватории им. Комитаса старшим педагогом, доцентом, деканом, а затем заведующим кафедры.
- 1991—1994 — директор Ереванского гуманитарного колледжа.
- 1994—1995 — приглашённый профессор Московского государственного открытого университета.
- 1995—1999 — ректор университета языкознания «Интерлингва».
- 1999—2003 — депутат парламента. Член постоянной комиссии по науке, образованию, культуре и вопросам молодёжи. Беспартийный.

## Награды
- Медаль Мовсеса Хоренаци (23 мая 2015 года) — по случаю Дня Республики, за вклад в область науки[1].
- Грамота Содружества Независимых Государств (17 июля 2017 года) — за активную работу по укреплению и развитию Содружества Независимых Государств[2].